# Evergreen (álbum de Broods)
Evergreen es el álbum de estudio debut del dúo de Nueva Zelanda Broods, el cual fue publicado el 22 de agosto de 2014. Posterior al lanzamiento de su álbum EP EP homónimo, a comienzos de 2014, el álbum incluye dos canciones del EP y el nuevo sencillo «Mother & Father». Las canciones del álbum fueron presentado en vivo durante la primera mitad de 2014. Producido por Joel Little, conocido por trabajar la también Lorde, el álbum explora el género indie pop, con influencia de géneros indie.

## Antecedentes y desarrollo
En enero de 2014, Broods lanzado su EP debut homónimo, el cual fue producido en su totalidad por Joel Little. De ese EP fueron lanzaron sencillos como «Bridges» y «Never Gonna Change», el cual se incluyen en el álbum. El EP recibió comentarios positivos y fue exitoso en su natal de Nueva Zelanda, llegando al puesto #2, detrás del álbum debut de Lorde Pure Heroine. Después del que el EP fue lanzado el dúo salió de gira, el cual también incluyó a Estados Unidos. Durante estos conciertos, fueron presentados las canciones del álbum,. En mayo y junio, el dúo participaron como actos de apertura en fechas del tour de Ellie Goulding en Nueva Zelanda y Australia.
El 12 de junio, el dúo anunció su primera gira en Nueva Zelanda y el 19 de junio estrenaron el primer sencillo del álbum «Mother & Father».
El 3 de julio, MTV estreno en exclusivo la canción «L.A.F.» y reveló la portada del álbum.

## Sencillos
- «Mother & Father» fue publicada como primer sencillo del álbum el 19 de junio.[8] It premiered June 18 on Zane Lowe's BBC Radio 1 show.[9]

- «Everytime» fue publicada en Nueva Zelanda el 21 de agosto de 2014 como el segundo sencillo del álbum.[10]

### Sencillos promocionales
- «L.A.F.» fue publicado digitalmente el 3 de julio como primer sencillo promocional del álbum como un "una prueba rápida" para las personas que pre-ordenarán el álbum en iTunes, así como también fue habilitado a descarga individual.[7]

- «Four Walls» fue publicado digitalmente el 18 de agosto de 2014 como segundo sencillo promocional del álbum como "prueba rápida".[11]

## Lista de canciones
| Lista de canciones |        |              |               |          |  |
| N.º                | Título | Escritor(es) | Productor(es) | Duración |  |

* Su hermana menor, Olivia Nott, aparece como voces de apyo en la canción «Medicine».